# Australische Cricket-Nationalmannschaft in Südafrika in der Saison 2008/09
Die Tour der australischen Cricket-Nationalmannschaft nach Südafrika in der Saison 2008/09 fand vom 20. Februar bis zum 17. April 2009 statt. Die internationale Cricket-Tour war Teil der internationalen Cricket-Saison 2008/09 und umfasste drei Test Matches, fünf ODIs und zwei Twenty20s. Australien gewann die Testserie 2-1, während Südafrika die ODI-Serie 3-2 und die Twenty20-Serie 2-0 gewann.

## Vorgeschichte
Beide Mannschaften spielten eine Tour gegeneinander in Australien.

## Stadien
Für die Tour wurden folgende Stadien als Austragungsorte vorgesehen und vom 9. Mai 2008 bekanntgegeben:
| Stadion                  | Stadt          | Kapazität | Spiele                  |
| ------------------------ | -------------- | --------- | ----------------------- |
| Centurion Park           | Centurion      | 22.000    | 2. T20; 2. ODI          |
| Sahara Stadium Kingsmead | Durban         | 25.000    | 2. Test; 1. ODI         |
| Wanderers Stadium        | Johannesburg   | 34.000    | 1. Test; 1. T20; 5. ODI |
| Newlands Cricket Ground  | Kapstadt       | 25.000    | 3. Test, 3. ODI         |
| Sahara Oval St George’s  | Port Elizabeth | 19.000    | 4. ODI                  |

## Kaderlisten
Südafrika benannte seinen Test-Kader am 11. Februar und seinen ODI-Kader am 23. März 2009.
| Test | Test | ODI | ODI | Twenty20 | Twenty20 |
| Südafrika | Australien | Südafrika | Australien | Südafrika | Australien |
| --- | --- | --- | --- | --- | --- |
| - Graeme Smith (K) - Hashim Amla - Mark Boucher (wk) - AB de Villiers - JP Duminy - Paul Harris - Jacques Kallis - Imraan Khan - Neil McKenzie - Albie Morkel - Morné Morkel - Makhaya Ntini - Wayne Parnell - Ashwell Prince - Dale Steyn | - Ricky Ponting (K) - Michael Clarke (vK) - Doug Bollinger - Brett Geeves - Brad Haddin (wk) - Nathan Hauritz - Ben Hilfenhaus - Phillip Hughes - Michael Hussey - Mitchell Johnson - Simon Katich - Andrew McDonald - Bryce McGain - Steve Magoffin - Marcus North - Peter Siddle | - Graeme Smith (K) - Johan Botha (vK) - Hashim Amla - Mark Boucher (wk) - AB de Villiers - JP Duminy - Herschelle Gibbs - Jacques Kallis - Albie Morkel - Morné Morkel - Makhaya Ntini - Wayne Parnell - Dale Steyn - Roelof van der Merwe - Vaugh van Jaarsveld | - Ricky Ponting (K) - Michael Clarke (vK) - Nathan Bracken - Stuart Clark - Callum Ferguson - Brad Haddin (wk) - Shane Harwood - Nathan Hauritz - James Hopes - David Hussey - Michael Hussey - Mitchell Johnson - Ben Laughlin - Marcus North - David Warner - Cameron White | - Johan Botha (K) - Yusuf Abdulla - Hashim Amla - Mark Boucher (wk) - AB de Villiers - JP Duminy - Herschelle Gibbs - Johann Louw - Albie Morkel - Justin Ontong - Wayne Parnell - Robin Peterson - Dale Steyn - Roelof van der Merwe - Vaugh van Jaarsveld | - Ricky Ponting (K) - Michael Clarke (vK) - Nathan Bracken - Callum Ferguson - Brett Geeves - Brad Haddin (wk) - Shane Harwood - Nathan Hauritz - James Hopes - David Hussey - Michael Hussey - Mitchell Johnson - Ben Laughlin - Marcus North - David Warner - Cameron White |

## Tour Match
| 20. – 22. Februar Scorecard | Potchefstroom | South African Board President’s XI 403-7d (93.3) & 182 (41.1) | – | Australians 360-5d (86) & 171-4 (40.4) |
|                             |               | Remis                                                         |   |                                        |

## Test Matches

### Erster Test in Johannesburg
| 26. Februar – 2. März Scorecard | Johannesburg | Australien 466 (125.4) & 207 (53.4) | – | Südafrika 220 (81.1) & 291 (119.2) |
|                                 |              | Australien gewinnt mit 162 Runs     |   |                                    |

Während des zweiten Tages des ersten Testes erzielte der südafrikanische Batsman Jacques Kallis als achter Batsman überhaupt 10.000 Test-Runs.

### Zweiter Test in Durban
| 6. – 10. März Scorecard | Durban | Australien 352 (107.4) & 331-5d (94.4) | – | Südafrika 138 (57.3) & 370 (132.2) |
|                         |        | Australien gewinnt mit 175 Runs        |   |                                    |

### Dritter Test in Kapstadt
| 19. – 22. März Scorecard | Kapstadt | Australien 209 (72) & 422 (121.5)               | – | Südafrika 651 (154.3) |
|                          |          | Südafrika gewinnt mit einem Innings und 20 Runs |   |                       |

## Twenty20 Internationals

### Erstes Twenty20 in Johannesburg
| 27. März Scorecard | Johannesburg | Australien 166-7 (20)           | – | Südafrika 168-6 (19.2) |
|                    |              | Südafrika gewinnt mit 4 Wickets |   |                        |

### Zweites Twenty20 in Centurion
| 29. März Scorecard | Centurion | Südafrika 156-5 (20)          | – | Australien 139-8 (20) |
|                    |           | Südafrika gewinnt mit 17 Runs |   |                       |

## One-Day Internationals

### Erstes ODI in Durban
| 3. April Scorecard | Durban | Australien 286-7 (50)           | – | Südafrika 145 (33.1) |
|                    |        | Australien gewinnt mit 141 Runs |   |                      |

### Zweites ODI in Centurion
| 5. April Scorecard | Centurion | Australien 131 (40.2)           | – | Südafrika 132-3 (26.2) |
|                    |           | Südafrika gewinnt mit 7 Wickets |   |                        |

### Drittes ODI in Kapstadt
| 9. April Scorecard | Kapstadt | Südafrika 289-6 (50)          | – | Australien 264-7 (50) |
|                    |          | Südafrika gewinnt mit 25 Runs |   |                       |

### Viertes ODI in Port Elizabeth
| 13. April Scorecard | Port Elizabeth | Südafrika 317-6 (50)          | – | Australien 256 (45.5) |
|                     |                | Südafrika gewinnt mit 61 Runs |   |                       |

### Fünftes ODI in Johannesburg
| 17. April Scorecard | Johannesburg | Australien 303-7 (50)          | – | Südafrika 256 (45.5) |
|                     |              | Australien gewinnt mit 47 Runs |   |                      |

## Statistiken
Die folgenden Cricketstatistiken wurden bei dieser Tour erzielt.
| Tests            | Tests      | Tests   | Tests   | Tests   | Tests   | Tests   | Tests   | Tests   |
| Batting          | Batting    | Batting | Batting | Batting | Batting | Batting | Batting | Batting |
| Spieler          | Mannschaft | Spiele  | Innings | Runs    | Average | HS      | 100s    | 50s     |
| ---------------- | ---------- | ------- | ------- | ------- | ------- | ------- | ------- | ------- |
| Phillip Hughes   | Australien | 3       | 6       | 415     | 69,16   | 160     | 2       | 1       |
| AB de Villiers   | Südafrika  | 3       | 5       | 357     | 89,25   | 163     | 2       | 1       |
| Jacques Kallis   | Südafrika  | 3       | 5       | 289     | 57,80   | 102     | 1       | 1       |
| Simon Katich     | Australien | 3       | 6       | 260     | 43,33   | 108     | 1       | 2       |
| Mitchell Johnson | Australien | 3       | 5       | 255     | 85,00   | 123*    | 1       | 1       |
| Bowling          |            |         |         |         |         |         |         |         |
| Spieler          | Mannschaft | Spiele  | Overs   | Wickets | Average | BBI     | 5W      | 10W     |
| Mitchell Johnson | Australien | 3       | 139     | 16      | 25,00   | 4/25    | 0       | 0       |
| Dale Steyn       | Südafrika  | 3       | 131     | 16      | 29,62   | 4/56    | 0       | 0       |
| Paul Harris      | Südafrika  | 3       | 140.5   | 14      | 28,21   | 6/127   | 1       | 0       |
| Peter Siddle     | Australien | 3       | 122.3   | 12      | 22,50   | 3/46    | 0       | 0       |
| Makhaya Ntini    | Südafrika  | 3       | 108     | 10      | 34,00   | 3/52    | 0       | 0       |

| ODIs                 | ODIs       | ODIs    | ODIs    | ODIs    | ODIs    | ODIs    | ODIs    | ODIs    |
| Batting              | Batting    | Batting | Batting | Batting | Batting | Batting | Batting | Batting |
| Spieler              | Mannschaft | Spiele  | Innings | Runs    | Average | HS      | 100s    | 50s     |
| -------------------- | ---------- | ------- | ------- | ------- | ------- | ------- | ------- | ------- |
| Herschelle Gibbs     | Südafrika  | 5       | 5       | 253     | 50,60   | 110     | 1       | 1       |
| AB de Villiers       | Südafrika  | 5       | 5       | 240     | 60,00   | 84      | 0       | 2       |
| Brad Haddin          | Australien | 5       | 5       | 209     | 41,80   | 78      | 0       | 3       |
| Jacques Kallis       | Südafrika  | 4       | 4       | 182     | 45,50   | 70      | 0       | 2       |
| Callum Ferguson      | Australien | 5       | 5       | 182     | 36,40   | 63      | 0       | 2       |
| Bowling              |            |         |         |         |         |         |         |         |
| Spieler              | Mannschaft | Spiele  | Overs   | Wickets | Average | BBI     | 5W      | 10W     |
| Mitchell Johnson     | Australien | 5       | 45.5    | 13      | 17,07   | 4/34    | 0       | 0       |
| Dale Steyn           | Südafrika  | 5       | 46.1    | 10      | 23,30   | 4/27    | 0       | 0       |
| Roelof van der Merwe | Südafrika  | 4       | 35      | 8       | 18,62   | 3/37    | 0       | 0       |
| Nathan Hauritz       | Australien | 5       | 37.1    | 6       | 29,50   | 4/29    | 0       | 0       |
| Wayne Parnell        | Südafrika  | 3       | 26      | 5       | 27,20   | 4/25    | 0       | 0       |
| Nathan Bracken       | Australien | 5       | 40      | 5       | 47,00   | 2/54    | 0       | 0       |

| Twenty20s            | Twenty20s  | Twenty20s | Twenty20s | Twenty20s | Twenty20s | Twenty20s | Twenty20s | Twenty20s |
| Batting              | Batting    | Batting   | Batting   | Batting   | Batting   | Batting   | Batting   | Batting   |
| Spieler              | Mannschaft | Spiele    | Innings   | Runs      | Average   | HS        | 100s      | 50s       |
| -------------------- | ---------- | --------- | --------- | --------- | --------- | --------- | --------- | --------- |
| David Hussey         | Australien | 2         | 2         | 115       | 115,00    | 88*       | 0         | 1         |
| David Warner         | Australien | 2         | 2         | 58        | 29,00     | 38        | 0         | 0         |
| Albie Morkel         | Südafrika  | 2         | 2         | 51        | 51,00     | 37        | 0         | 0         |
| Roelof van der Merwe | Südafrika  | 1         | 1         | 48        | 48,00     | 48        | 0         | 0         |
| Mark Boucher         | Südafrika  | 2         | 2         | 45        |           | 36*       | 0         | 0         |
| Bowling              |            |           |           |           |           |           |           |           |
| Spieler              | Mannschaft | Spiele    | Overs     | Wickets   | Average   | BBI       | 5W        | 10W       |
| Robin Peterson       | Südafrika  | 2         | 6         | 3         | 15,33     | 3/30      | 0         | 0         |
| Wayne Parnell        | Südafrika  | 1         | 4         | 2         | 14,50     | 2/29      | 0         | 0         |
| Brett Geeves         | Australien | 1         | 3.2       | 2         | 17,50     | 2/35      | 0         | 0         |
| Johann Louw          | Südafrika  | 1         | 4         | 2         | 18,00     | 2/36      | 0         | 0         |
| Johan Botha          | Südafrika  | 2         | 8         | 2         | 20,50     | 2/16      | 0         | 0         |
| David Hussey         | Australien | 2         | 7         | 2         | 22,50     | 2/21      | 0         | 0         |
| Albie Morkel         | Südafrika  | 2         | 7         | 2         | 30,00     | 1/24      | 0         | 0         |
| James Hopes          | Australien | 2         | 8         | 2         | 33,50     | 1/26      | 0         | 0         |
| Shane Harwood        | Australien | 2         | 8         | 2         | 34,50     | 2/21      | 0         | 0         |

## Player of the Series
Als Player of the Series wurden die folgenden Spieler ausgezeichnet.
| Serie | Player of the Series |
| ----- | -------------------- |
| Test  | Mitchell Johnson     |
| ODI   | AB de Villiers       |

### Player of the Match
Als Player of the Match wurden die folgenden Spieler ausgezeichnet.
| Spiel   | Player of the Match  |
| ------- | -------------------- |
| 1. Test | Mitchell Johnson     |
| 2. Test | Phillip Hughes       |
| 3. Test | Paul Harris          |
| 1. T20  | David Hussey         |
| 2. T20  | Roelof van der Merwe |
| 1. ODI  | Michael Hussey       |
| 2. ODI  | Wayne Parnell        |
| 3. ODI  | Jacques Kallis       |
| 4. ODI  | Herschelle Gibbs     |
| 5. ODI  | Nathan Hauritz       |